# Calendário de Nabonassar
Calendário de Nabonassar ou Era de Nabonassar é um calendário que se baseia no início do reinado de Nabonassar, fundador do reino da Babilônia. Este calendário é de grande importância para a astronomia, e foi usado por Hiparco, Ptolomeu. Censorino e outros.
As observações dos eclipses, coletadas por Calístenes durante as campanhas de Alexandre, utilizavam esta data como referência. O cânone dos reis, também chamado de cânone matemático, preservado nos trabalhos de Ptolomeu, tem como base este calendário.
A época deste calendário pode ser estabelecida com boa precisão por causa dos vários fenômenos astronômicos registrados por Ptolomeu, e corresponde ao meio-dia da quarta-feira, do dia 26 de fevereiro de 747 a.C.. O ano deste calendário é o ano egípcio. Pela diferença entre o ano egípcio, de 365 dias, e o ano do calendário juliano, a conversão entre as datas pode não ser exata, a menos que se tenha informação sobre o mês e o dia.
O gregos de Alexandria adotaram este calendário, com anos de 365 dias, porém após a reforma do calendário por Júlio César, eles passaram a adotar a intercalação de um dia nos anos bissextos.